# Chrysopsis
 Chrysopsis  (Nutt.) Elliott, 1823 è un genere di piante angiosperme dicotiledoni della famiglia delle Asteraceae, sottofamiglia Asteroideae, tribù Astereae (North American lineage) e sottotribù Chrysopsidinae.

## Etimologia
Il nome del genere deriva dal greco "chrysos" (= oro) e "opsis" (= aspetto o somiglianza), e fa riferimento alle corolle gialle di queste piante.
Il nome scientifico del genere è stato definito dai botanici Thomas Nuttall (1786-1859) e Stephen Elliott (1771-1830) nella pubblicazione " A Sketch of the Botany of South-Carolina and Georgia.Charleston, S.C." ( Sketch Bot. S. Carolina [Elliott] 2: 333) del 1823.

## Descrizione

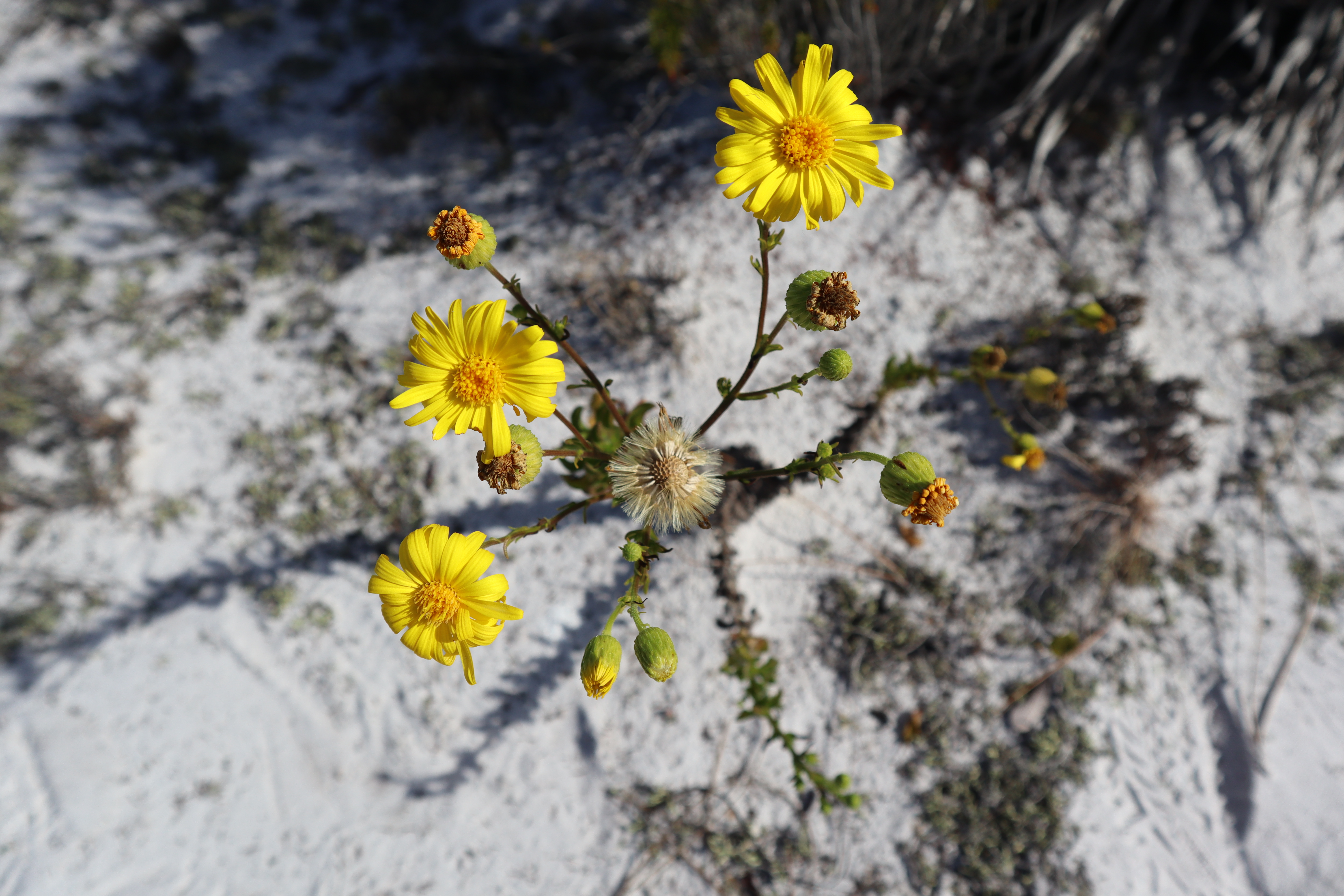
Il portamento
Chrysopsis scabrella

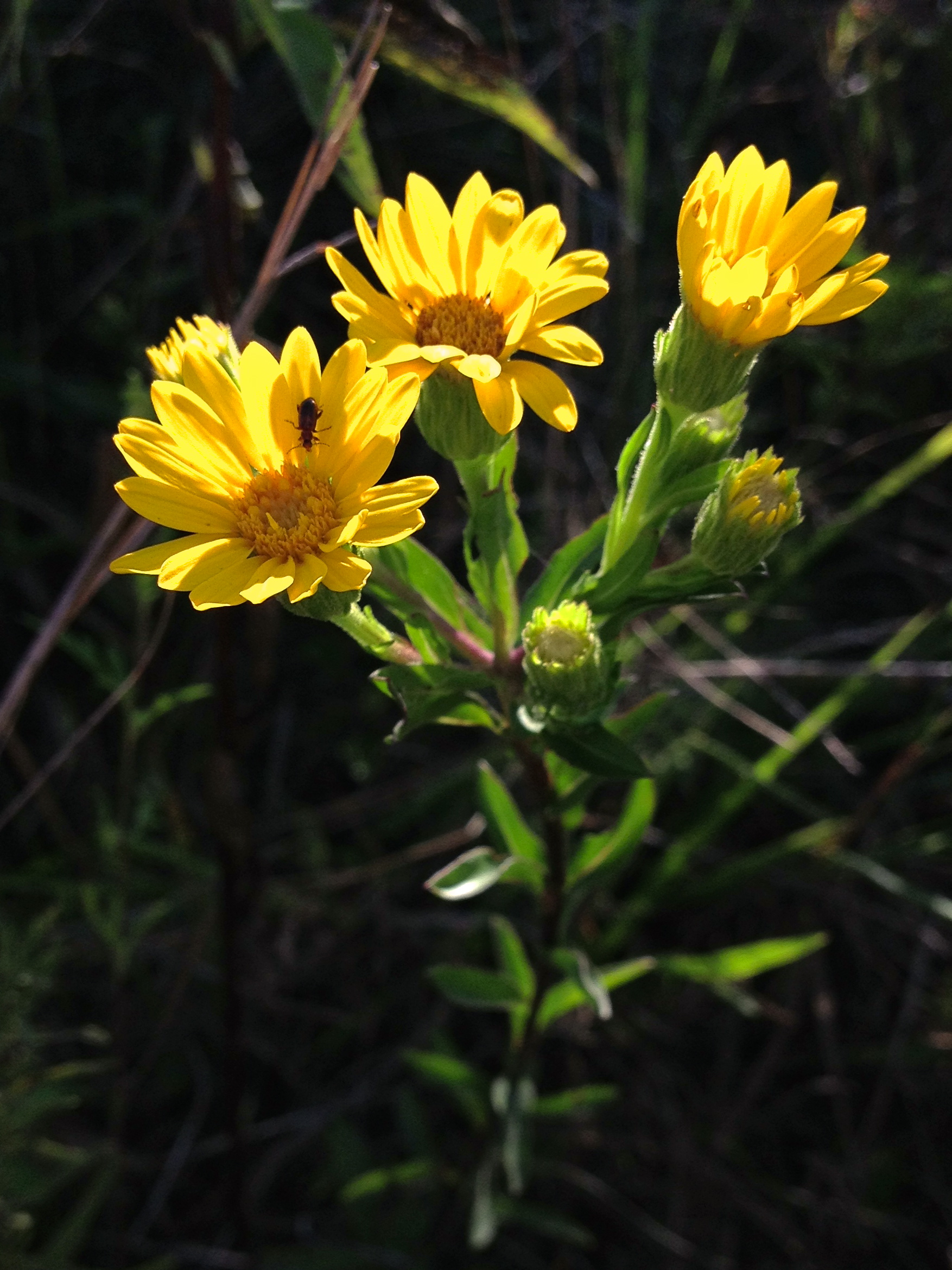
Infiorescenza
Chrysopsis mariana

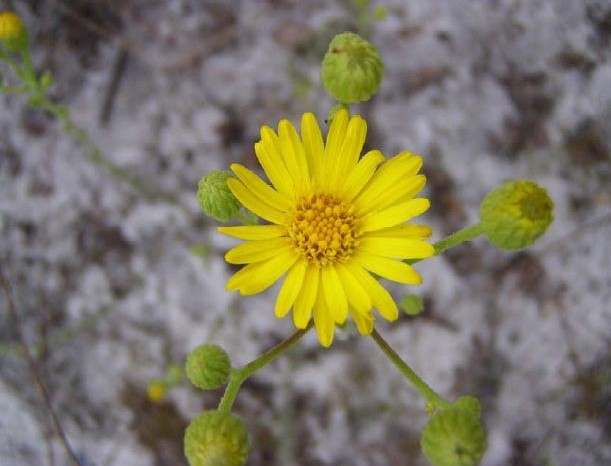
I fiori
Chrysopsis floridana

Portamento. Le specie di questo genere sono erbacee non molto alte annue o perenni con radici rizomatose (raramente sono arbustive). Alcune specie sono pubescenti/lanose o sericee, talvolta aracnoidi; spesso sono densamente stipitato-ghiandolari, soprattutto distalmente.
Fusto. La parte aerea è eretta (scaposa) o decombente, semplice o ramosa. Altezza media: 20 - 110 cm.
Foglie. Le foglie, picciolate e sessili, si dividono in basali e caulinari. La disposizione delle foglie lungo il caule è alterna. Le lamine sono intere con forme da oblanceolate a spatolate. I bordi sono interi o eventualmente dentati (seghettati) verso l'apice. La superficie è glabra o ispida o ghiandolosa o scarsamente lanosa.
Infiorescenza.  Le sinflorescenze sono sia scapose (capolini solitari) che composte da diversi capolini raccolti in formazioni corimbose. I capolini sono formati da lunghi peduncoli con all'apice un involucro, con forme da campanulate o emisferiche a elicoidali, composto da 30 - 55 brattee, al cui interno un ricettacolo fa da base ai fiori di due tipi: fiori del raggio e fiori del disco. Le brattee, con forme da lineari-lanceolate a oblanceolate, con lamine da piatte a convesse, disuguali, a consistenza poco erbacea (cartacea o membranosa) e con margini scariosi sono disposte in modo più o meno embricato e scalato su 3 - 5 serie. Il ricettacolo, liscio, in genere è nudo ossia senza pagliette a protezione della base dei fiori; la forma è piatta. Dimensione degli involucri: 5 – 12 ×  5,5 – 14 mm.
Fiori.  I fiori sono tetra-ciclici (formati cioè da 4 verticilli: calice – corolla – androceo – gineceo) e pentameri (calice e corolla formati da 5 elementi). Si distinguono in:
- fiori del raggio (esterni): da 13 a 34 per capolino, sono femminili e sono disposti su una sola serie; la forma è ligulata (zigomorfa);
- fiori del disco (centrali): sono più numerosi (da 25 a 90) con forme brevemente tubulose (attinomorfe); sono ermafroditi.

- Formula fiorale:

*/x K {\displaystyle \infty }, [C (5), A (5)], G 2 (infero), achenio
- Calice: i sepali del calice sono ridotti ad una coroncina di squame.

- Corolla: 
  - fiori del raggio: la forma della corolla alla base è più o meno tubulosa-imbutiforme, mentre all'apice è ligulata; la ligula è ampia e può terminare con alcuni denti; il colore è giallo;
  - fiori del disco: la forma è tubulare bruscamente divaricata in 5 lobi; i lobi, eretti, hanno una forma deltata; il colore è giallo.

- Androceo: l'androceo è formato da 5 stami sorretti da filamenti generalmente liberi; gli stami sono connati e formano un manicotto circondante lo stilo; le teche (produttrici del polline) alla base sono troncate e sono lievemente auricolate (molto raramente sono speronate o hanno una coda); le appendici apicali delle antere hanno delle forme piatte e lanceolate; il tessuto endoteciale (rivestimento interno dell'antera) è quasi sempre polarizzato (con due superfici distinte: una verso l'esterno e una verso l'interno). Il polline è sferico con un diametro medio di circa 25 micron;  è tricolporato (con tre aperture sia di tipo a fessura che tipo isodiametrica o poro) ed è echinato (con punte sporgenti).[10][12]

- Gineceo: l'ovario è infero uniloculare formato da 2 carpelli.[6] Lo stilo (il recettore del polline) è profondamente bifido (con due stigmi divergenti) e con le linee stigmatiche marginali separate.[13] I due bracci dello stilo hanno una forma triangolare e possono essere papillosi o ricoperti da ciuffi di peli.

Frutti. I frutti sono degli acheni con pappo; in alcune specie è presente un certo dimorfismo (gli acheni dei fiori del raggio differiscono dagli acheni dei fiori del disco);
- achenio: la forma degli acheni varia da obovata a lineare-oblunga, e anche quasi da affusolata a leggermente piatta con 1 - 10 coste, le coste spesso hanno dei condotti resinosi;
- pappo: il pappo è persistente ed è formato da 2 - 3 serie di 20 - 40 setole, interne (lunghe) e esterne (corte).

## Biologia
Impollinazione: l'impollinazione avviene tramite insetti (impollinazione entomogama tramite farfalle diurne e notturne).

Riproduzione: la fecondazione avviene fondamentalmente tramite l'impollinazione dei fiori (vedi sopra).

Dispersione: i semi (gli acheni) cadendo a terra sono successivamente dispersi soprattutto da insetti tipo formiche (disseminazione mirmecoria). In questo tipo di piante avviene anche un altro tipo di dispersione: zoocoria. Infatti gli uncini delle brattee dell'involucro (se presenti) si agganciano ai peli degli animali di passaggio disperdendo così anche su lunghe distanze i semi della pianta. Inoltre per merito del pappo il vento può trasportare i semi anche a distanza di alcuni chilometri (disseminazione anemocora).

## Distribuzione e habitat
Le specie di questo genere sono distribuite negli Stati Uniti d'America sud-orientali .

## Sistematica
La famiglia di appartenenza di questa voce (Asteraceae o Compositae, nomen conservandum) probabilmente originaria del Sud America, è la più numerosa del mondo vegetale, comprende oltre 23.000 specie distribuite su 1.535 generi, oppure 22.750 specie e 1.530 generi secondo altre fonti (una delle checklist più aggiornata elenca fino a 1.679 generi). La famiglia attualmente (2021) è divisa in 16 sottofamiglie; la sottofamiglia Asteroideae è una di queste e rappresenta l'evoluzione più recente di tutta la famiglia.

### Filogenesi
La tribù Astereae (una delle 21 tribù della sottofamiglia Asteroideae) comprende circa 40 sottotribù. In base alle ultime ricerche nella tribù sono stati individuati (provvisoriamente) 5 principali lignaggi:
- Basal grade: include alcuni generi isolati, il gruppo "South American-Oceania",  alcune sottotribù africane e il gruppo dei generi legnosi del Madagascar.
- Bellis lineage: comprende le sottotribù eurasiatiche e una sottotribù africana.
- Aster lineage: include i generi asiatici di Asterinae e i principali gruppi dell'Australia e dell'Oceania.
- Baccharis lineage: include alcuni gruppi sudamericani.
- North American lineage: include la vasta gamma di sottotribù del Nordamerica, Messico e alcuni gruppi distribuiti nel Sudamerica.

Il genere  Chrysopsis (insieme alla sottotribù Chrysopsidinae) è incluso nel lignaggio "North American lineage".
I caratteri distintivi del genere sono:
- gli steli spesso portano numerosi capolini;
- la forma degli acheni varia da obovata a lineare-oblunga, e anche quasi da affusolata a leggermente piatta con 5 - 10 coste, le coste spesso hanno dei condotti resinosi;
- il pappo è biseriato.

Il numero cromosomico delle specie di questo genere è: 2n = 6, 8, 10 e 18.

### Elenco delle specie
Questo genere ha 10specie:
- Chrysopsis delaneyi Wunderlin & Semple
- Chrysopsis floridana  Small
- Chrysopsis godfreyi  Semple
- Chrysopsis gossypina  (Michx.) Elliott
- Chrysopsis lanuginosa  Small
- Chrysopsis latisquamea  Pollard
- Chrysopsis linearifolia  Semple
- Chrysopsis mariana  Elliott
- Chrysopsis scabrella  Torr. & A.Gray
- Chrysopsis subulata  Small

### Sinonimi
Sono elencati alcuni sinonimi per questa entità:
- Diplogon Raf.
- Diplopappus  Cass.